# Choeromorpha wallacei
Choeromorpha wallacei es una especie de escarabajo longicornio de la subfamilia Lamiinae. Fue descrita científicamente por White en 1856.
Se distribuye por Malasia (Borneo). Posee una longitud corporal de 12-18 milímetros. El período de vuelo de esta especie ocurre en los meses de marzo, junio y julio.